# Vojvodići kod Glušca (Foča, BiH)
Vojvodići su naseljeno mjesto u općini Foči, Republika Srpska, BiH. Zapadno je rječica. Nalaze se južno od ušća rječice Badnja u rijeku Rijeku, sjeverno od ušća rječice u Rijeku i ušća Trebjenika u Rijeku.
1961. popisani su kao Vojvodići (M). Godine 1962. godine pripojeni su Glušcima (Sl.list NRBiH, br.47/62).

## Stanovništvo
| Narod     | Popis 1961. |
| --------- | ----------- |
| Hrvati    |             |
| Muslimani | 12          |
| Srbi      | 33          |
| ostali    |             |
| Ukupno    | 45          |